# 許譽卿
許譽卿（？—？），字公實，别號霞城，直隸华亭县（今上海市松江區）人。明末政治人物。萬曆丙辰進士，官至工科都給事中。明亡後出家為僧。

## 生平
万历三十七年（1609年）己酉科應天府鄉試舉人，四十四年（1616年）中丙辰科进士，授浙江金华府推官。天启三年（1623年），征拜吏科给事中。杨涟劾魏忠贤，许誉卿也抗疏极论魏忠贤大逆不道。忠贤大怒。赵南星、高攀龙被逐，许誉卿偕同官论救，撤职归里。
崇祯帝即位，许誉卿起为兵科给事中，升工科左，三年主考江西鄉試，升禮科都給事中，屡次疏争，被讦为结党乱政。誉卿上疏自陈，随即引去。崇祯七年（1634年）起故官，历工科都给事中。次年正月，农民军攻陷颍州，誉卿请急调五千人防守凤阳。但上疏方入，凤阳已经陷落，皇陵被毁。誉卿痛惜不已，弹劾张凤翼及大学士温体仁、王应熊，被崇祯帝以“苛求”责备。最终被谢升、温体仁罗织罪名削籍。崇祯十五年（1642年），御史刘逵及给事中杨枝起相继荐其复出，未及施行。
弘光帝在南京登极後，起许誉卿为光禄寺卿，不赴。明亡，薙发为僧，多年後卒。《明史》有传。

## 家庭
曾祖許其進，知州。祖父許汝升，汾州府同知。父許之屏，庠生、冠带。
妻王微，詩人。天啟四年（1624年），許譽卿娶王微為妻。王微七歲喪父，流落青樓，後來四處遊歷，早年曾適茅元儀，元儀死後，偶過吳門，嫁予許譽卿。王微平日戲稱譽卿為“許蠻”。清順治四年（1647年）前後，王微病故，許譽卿出家為僧。

## 著作
有《三垣疏稿》三卷。

## 延伸阅读
[在维基数据编辑]
 《明史卷二百五十八》，出自《明史》